# 同德仁药店
同德仁为位于中国安徽省黄山市屯溪区屯溪老街206号的一家中华老字号中药店，由休宁人程德宗、邵运仁合资创办于清同治二年（1863），其名称从两人名字中各取一字，寓意“同心同德”，药店以药材批发为主，兼坐堂行医，1960年改为国营。店面坐南朝北，前店后坊，店后作坊用于药材收购、加工及储藏等，2012年整体修缮。